# Victoria Park (Australie-Occidentale)
Pour les articles homonymes, voir Parc Victoria.
Victoria Park est une banlieue de Perth en Australie-Occidentale, en Australie.
Elle est située au sud-est de Perth, dans la Ville de Victoria Park.